# NGC 1921
NGC 1921 ist die Bezeichnung eines Emissionsnebels im Sternbild Dorado. 
Das Objekt wurde am 24. September 1826 von dem britischen Astronomen James Dunlop entdeckt.